# Ngiri (cours d'eau)
Pour les articles homonymes, voir Ngiri.
La Ngiri est un affluent de l'Oubangui (rive gauche) situé dans le bassin du Congo en République démocratique du Congo. Elle donne son nom à la réserve naturelle de la Ngiri. Elle prend sa source près de Kungu. Elle donne son nom à la réserve de la Ngiri. 